# جان أوفرتون فاولر
جان أوفرتون فاولر (بالإنجليزية: Jean Overton Fuller)‏ (7 مارس 1915، باكينغهامشير في المملكة المتحدة - 8 أبريل 2009)؛ كاتِبة وشاعرة بريطانية.